# Żyworódkowate (ryby)
Żyworódkowate (Goodeidae) – rodzina ryb karpieńcokształtnych. Często błędnie nazywane żyworódkami meksykańskimi lub karpiowatymi – zyskały ogromną popularność wraz z pojawieniem się na rynku ryb z gatunku Ameca splendens (ameka wspaniała) na początku lat 70. XX wieku. Ich atrakcyjność wiąże się z niezwykłą strategią rozrodczą. Żyworodkowate są blisko spokrewnione z piękniczkowatymi, aczkolwiek wykazują wiele cech odrębnych.

## Występowanie
W wodach słodkich i słonawych Nevady i Meksyku.

## Cechy charakterystyczne
Osiągają długość do 20 cm. Liczba łusek w linii bocznej wynosi 30–35. Płetwa grzbietowa z jednym twardym promieniem i 14–15 miękkimi. Przednie promienie płetwy odbytowej są przekształcone w narząd kopulacyjny zwany andropodium. Zapłodnienie wewnętrzne. Samice nie magazynują spermy. Ryby żyworodne. Jajo zawiera mało żółtka, dlatego zarodki po wykluciu się korzystają z substancji odżywczych produkowanych przez organizm samicy (matrotrofia).

## Klasyfikacja
Rodzaje zaliczane do tej rodziny są zgrupowane w podrodzinach Empetrichthyinae, Goodeinae:
Allodontichthys – Alloophorus – Allotoca – Ameca – Ataeniobius – Chapalichthys – Characodon – Crenichthys – Empetrichthys – Girardinichthys – Goodea – Hubbsina – Ilyodon – Skiffia – Xenoophorus – Xenotaenia – Xenotoca – Zoogoneticus